# نعامة صومالية
نعامة صومالية (بالصومالية: Goronyo Soomali)‏ المعروف أيضًا باسم النعام الأزرق العنق، هو طائر كبير لا يطير ويعيش في القرن الإفريقي. هو أحد نوعين حيّين من النعام، وهو النعام الشائع. كما كان يُعتبر سابقًا نوعًا فرعيًا من النعام الشائع، ولكن تم تحديده كنوع متميز في عام 2014.

## التصنيف والنظاميات

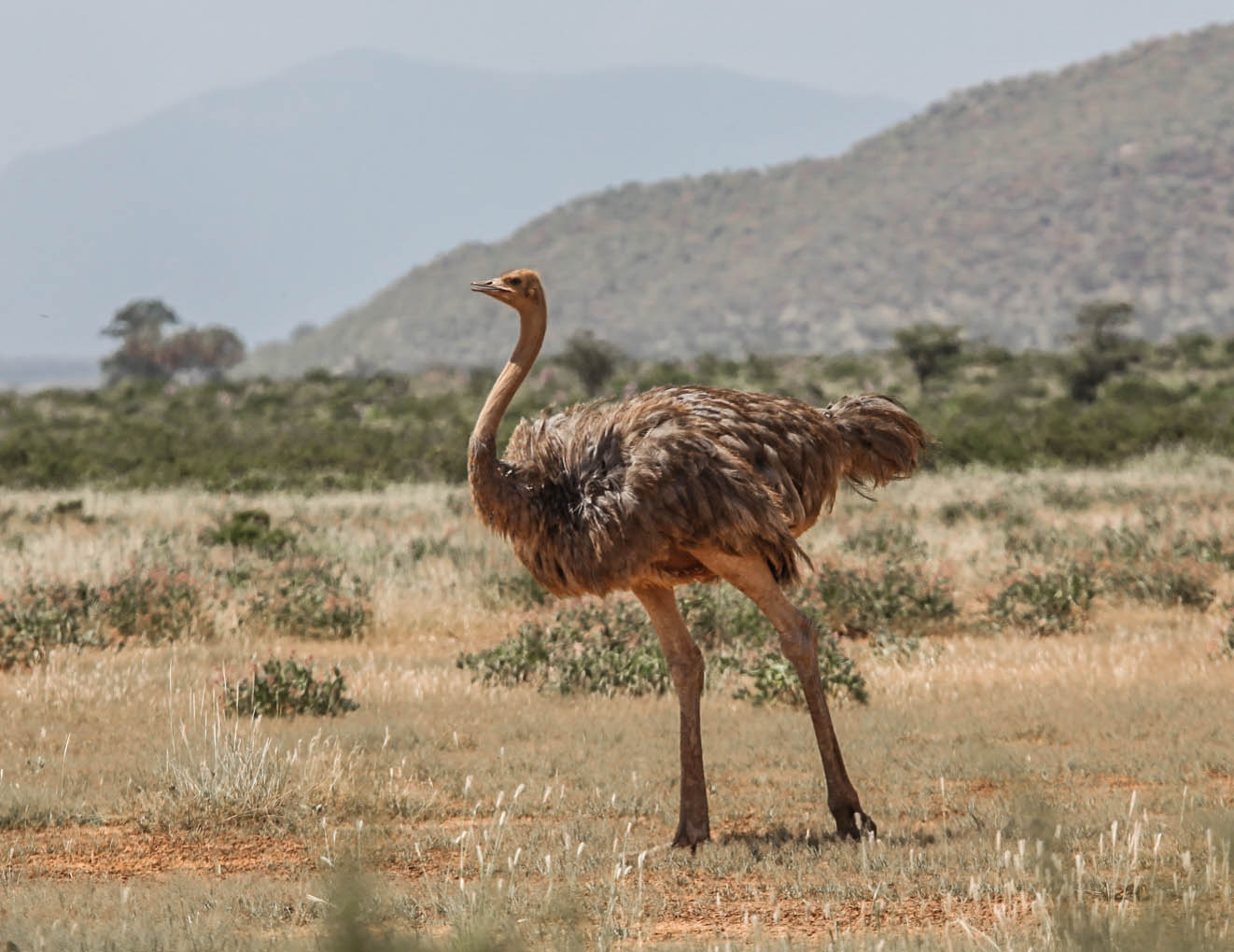
نعامة صومالية أنثى - كينيا

تم وصف الأنواع الحية لأول مرة في الصحيفة الألمانية الصادرة في 16 سبتمبر عام 1883 من قبل عالم الطيور والزواحف انطون ريتشينو، الذي أشار إلى أن توزيع النعامة يمتد على سهول أرض الصومال وغرب أرض الشعب الأورومي على الساحل الشرقي لإفريقيا من 10 درجات شمالًا إلى خط الاستواء.
تشير الدلائل الجزيئية إلى أن صدع شرق إفريقيا قد خدم كحاجز جغرافي لعزل الصنف من الأنواع الفرعية المرشحة، النعامة الشمال الإفريقيةس.ع. الجمل، في حين أن الاختلافات البيئية والسلوكية أبقتها متميزة وراثيًا عن نعامة الماساي المجاورة س.ع. ماسايكوس.فحص الحمض النووي للميتوكوندريا لأصناف، بما في ذلك النعامة العربية المنقرضة س.ع. سيركوس إذ أن النعامة الصومالية هي الأكثر تميزًا من الناحية التطورية، ويبدو أنها تباعدت عن سلفهم المشترك منذ حوالي 3.6 إلى 4.1 مليون سنة.

## الوصف
على الرغم من أنه يشبه بشكل عام النعام الآخر، إلا أن جلد العنق وفخذي النعام الصومالي أزرق وليس ورديًا، ويصبح لونه أزرق فاتح على الذكر خلال موسم التزاوج. تفتقر الرقبة إلى حلقة بيضاء عريضة نموذجية، وريش الذيل أبيض بنسبة  لذكور أكبر من الإناث.  يشبه النعامة الصومالية في الحجم النعامات الأخرى كما هو معروف، وربما يكون متوسط وكتلة الجسم أصغر بشكل هامشي من بعض الأنواع الفرعية من النعام الشائع على الأقل الجنس المرشح، س.ع. الجمل . يقال إن النعام الصومالي في الأسر يزن حوالي 105 كجم و231 رطلاً ولكن هذا قد لا يكون وزنًا دقيقًا للطيور البرية لأن الحيوانات الأسيرة لديها مدخلات تغذية غير متاحة للنعام البري. وبالتالي فهي واحدة من أكبر نوعين من الطيور الموجودة.

## التوزيع والسكن
توجد النعام الصومالي في الغالب في القرن الإفريقي، وخاصة في شمال شرق إثيوبيا وجنوب جيبوتي ومعظم كينيا وعبر معظم أنحاء الصومال.

## السلوك والبيئة
يتم تمييز النعامة الصومالية بيئيًا عن النعام الشائع، حيث يوجد بعض التداخل في النطاق، من خلال تفضيل المناطق العشبية ذات الغطاء النباتي الأكثر كثافة، حيث تتغذى إلى حد كبير عن طريق التصفح، في حين أن النعامة الشائعة هي في الأساس راعي في السافانا المفتوحة. هناك أيضًا تقارير عن صعوبات في التهجين بين التصنيفين.

## الوضع والحفظ
يشير تقرير  الاتحاد الدولي لحفظ الطبيعة
في عام 2006 إلى أن النعامة الصومالية كانت شائعة في المناطق الوسطى والجنوبية من الصومال في السبعينيات والثمانينيات. ومع ذلك، بعد التفكك السياسي لهذا البلد وعدم وجود أي حماية فعالة للحياة البرية، تقلص مداها وأعدادها منذ ذلك الحين نتيجة الصيد غير المنضبط للحوم والمنتجات الطبية والبيض، حيث يواجه الطائر الاستئصال في القرن الأفريقي. خاصة في كينيا حين يتم استزراعها من أجل اللحوم والريش والبيض.

## ملاحظة
فقط سكان الجزائر وبوركينا فاسو والكاميرون  و جمهورية إفريقيا الوسطى وتشاد ومالي وموريتانيا  و المغرب  و النيجر  و نيجيريا  و السنغال والسودان. لم يتم تضمين أي مجموعات سكانية أخرى في تقرير ملاحقة من معاهدة التجارة العالمية لأصناف الحيوان والنبات البري المهدد بالانقراض.